# Karaté aux Jeux africains de 2019
Navigation
2015 2023
Les compétitions de karaté aux Jeux africains de 2019 ont lieu du 24 au 26 août 2019 au Palais des sports du Complexe sportif Prince Moulay Abdellah à Rabat, au Maroc. 

## Médaillés

### Hommes
| Kata individuel    | Mohammed El Hanni (MAR) | Ahmed Shawky (EGY)                                                                                                  | Ofentse Oshima Bakwadi (BOT) |  |  |  |
| Kata individuel    | Mohammed El Hanni (MAR) | Ahmed Shawky (EGY)                                                                                                  | Abdelhakim Haoua (ALG) |  |  |  |
| Kata par équipes   | Maroc Bilal Ben Kacem Adnnan El Hakimi Mohammed El Hanni                                                                      | Égypte Youssef Hammad Mohamed Hamdy Sayed Ahmed Shawky                                                              | Algérie Abdelhakim Haoua Samir Lakrout Mouad Ouites                                                                                     |  |  |  |
| Kata par équipes   | Maroc Bilal Ben Kacem Adnnan El Hakimi Mohammed El Hanni                                                                      | Égypte Youssef Hammad Mohamed Hamdy Sayed Ahmed Shawky                                                              | Botswana Ofentse Oshima Bakwadi Vincent Vinesh Magalie Boemo Ramasimong                                                                 |  |  |  |
|                    | | | |  |  |  |
| Kumite - 60 kg     | Malek Salama (EGY) | Abdesslam Ameknassi (MAR)                                                                                           | Nader Azzouzi (TUN) |  |  |  |
| Kumite - 60 kg     | Malek Salama (EGY) | Abdesslam Ameknassi (MAR)                                                                                           | Fallou Beye (SEN) |  |  |  |
| Kumite - 67 kg     | Abderrahmane Eddaqaq (MAR) | Mohamed Faycel Bouakel (ALG)                                                                                        | Aly Ismail (EGY) |  |  |  |
| Kumite - 67 kg     | Abderrahmane Eddaqaq (MAR) | Mohamed Faycel Bouakel (ALG)                                                                                        | Jean-Marc Kollo Ndzomo (SEN) |  |  |  |
| Kumite - 75 kg     | Etienne Martial Nonai Bayomog (CMR)                                                                                           | Abdalla Abdelaziz (EGY)                                                                                             | Nguema Edang Marie (GAB) |  |  |  |
| Kumite - 75 kg     | Etienne Martial Nonai Bayomog (CMR)                                                                                           | Abdalla Abdelaziz (EGY)                                                                                             | Yassine Sekouri (MAR) |  |  |  |
| Kumite - 84 kg     | Thameur Slimani (TUN) | Nabil Ech-Chaabi (MAR)                                                                                              | Anis Samy Brahimi (ALG) |  |  |  |
| Kumite - 84 kg     | Thameur Slimani (TUN) | Nabil Ech-Chaabi (MAR)                                                                                              | Abdou Lahad Cissé (SEN) |  |  |  |
| Kumite + 84 kg     | Achraf Ouchene (MAR) | Hocine Daikhi (ALG)                                                                                                 | Hope Adele (NGA) |  |  |  |
| Kumite + 84 kg     | Achraf Ouchene (MAR) | Hocine Daikhi (ALG)                                                                                                 | Taha Mahmoud (EGY) |  |  |  |
| Kumite par équipes | Algérie Mouad Achache Abdelkrim Bouamria Hocine Daikhi Anis Samy Brahimi Karim Belghini Yanis Lardjane Mohamed Faycel Bouakel | Maroc Achraf Ouchen Abdessalam Ameknassi Yassine Sekouri Leaie Benhenia Mohammed El Bahry Nabil Ech-chaabi Ali Youb | Botswana Koolopile Tsaone Lemogang Ramasimong Gabriel Ponatshego Tlotlang Duna Thebe Tsenene Katlego Motlhabi Mogakolodi Batlhomile Dan |  |  |  |
| Kumite par équipes | Algérie Mouad Achache Abdelkrim Bouamria Hocine Daikhi Anis Samy Brahimi Karim Belghini Yanis Lardjane Mohamed Faycel Bouakel | Maroc Achraf Ouchen Abdessalam Ameknassi Yassine Sekouri Leaie Benhenia Mohammed El Bahry Nabil Ech-chaabi Ali Youb | Égypte Ali Elsawy Magdy Hanafy Abdalla Abdelaziz Mohamed Ramadan Taha Tarek Mahmoud Youssef Badawy Aly Ismail                           |  |  |  |

### Femmes
| Kata individuel    | Sanae Agalmam (MAR)                                                  | Sarah Sayed (EGY)                                                                                            | Manal Kamilia Hadj Saïd (ALG)                                                 |  |  |  |
| Kata individuel    | Sanae Agalmam (MAR)                                                  | Sarah Sayed (EGY)                                                                                            | Akele Akele (CMR)                                                             |  |  |  |
| Kata par équipes   | Maroc Sanae Agalmam Lamiae Bertali Aya En-Nesyry                     | Égypte Shahd Sedek Asmaa Mahmoud Toka Mohamed                                                                | Algérie Manal Kamilia Hadj Saïd Sara Hanouti Rayane Salakedji                 |  |  |  |
| Kata par équipes   | Maroc Sanae Agalmam Lamiae Bertali Aya En-Nesyry                     | Égypte Shahd Sedek Asmaa Mahmoud Toka Mohamed                                                                | Botswana Centy Thato Kgosikoma Lesego Angela Masimola Entle Basetsana Maungwa |  |  |  |
|                    |                                                                      | |                                                                               |  |  |  |
| Kumite -50 kg      | Aicha Sayah (MAR)                                                    | Sayed Radwa (EGY)                                                                                            | Imane Taleb (ALG)                                                             |  |  |  |
| Kumite -50 kg      | Aicha Sayah (MAR)                                                    | Sayed Radwa (EGY)                                                                                            | Fatoumata Diabaté Pembé (CGO)                                                 |  |  |  |
| Kumite -55 kg      | Yassmin Attia (EGY)                                                  | Khawla Ouhammad (MAR)                                                                                        | Oceanne Mylene Ganiero (BEN)                                                  |  |  |  |
| Kumite -55 kg      | Yassmin Attia (EGY)                                                  | Khawla Ouhammad (MAR)                                                                                        | Widad Draou (ALG)                                                             |  |  |  |
| Kumite - 61 kg     | Chaima Midi (ALG)                                                    | Boutheina Hasnaoui (TUN)                                                                                     | Giana Lotfy (EGY)                                                             |  |  |  |
| Kumite - 61 kg     | Chaima Midi (ALG)                                                    | Boutheina Hasnaoui (TUN)                                                                                     | Ibtissam Sadini (MAR)                                                         |  |  |  |
| Kumite - 68 kg     | Nisrin Brouk (MAR)                                                   | Feryal Abdelaziz (EGY)                                                                                       | Blandine Ghislaine Angama Mendo (CMR)                                         |  |  |  |
| Kumite - 68 kg     | Nisrin Brouk (MAR)                                                   | Feryal Abdelaziz (EGY)                                                                                       | Lamya Matoub (ALG)                                                            |  |  |  |
| Kumite + 68 kg     | Chehinez Jemi (TUN)                                                  | Menna Okila (EGY)                                                                                            | Gloria Guissou (BUR)                                                          |  |  |  |
| Kumite + 68 kg     | Chehinez Jemi (TUN)                                                  | Menna Okila (EGY)                                                                                            | Stella Ogandoa Nsioma (CMR)                                                   |  |  |  |
| Kumite par équipes | Maroc Khawla Ouhammad Fatima-Zahra Chajai Btissam Sadini Aicha Sayah | République du Congo Franck Pacelie Yan Robson Michadee Candide Babindamana Bikounkou Fatoumata Diabaté Pembé | Algérie Lamya Matoub Chaima Midi Widad Draou Nadège Ait-Ibrahim               |  |  |  |
| Kumite par équipes | Maroc Khawla Ouhammad Fatima-Zahra Chajai Btissam Sadini Aicha Sayah | République du Congo Franck Pacelie Yan Robson Michadee Candide Babindamana Bikounkou Fatoumata Diabaté Pembé | Sénégal Maman Amina Dione Magatte Seck Maguette Mbaye Mariama Sow             |  |  |  |

## Tableau des médailles
| Rang  | Nation              | Or | Argent | Bronze | Total |
| ----- | ------------------- | -- | ------ | ------ | ----- |
| 1     | Maroc               | 9  | 4      | 2      | 15    |
| 2     | Égypte              | 2  | 8      | 4      | 14    |
| 3     | Algérie             | 2  | 2      | 9      | 13    |
| 4     | Tunisie             | 2  | 1      | 1      | 4     |
| 5     | Cameroun            | 1  | 0      | 4      | 5     |
| 6     | République du Congo | 0  | 1      | 1      | 2     |
| 7     | Botswana            | 0  | 0      | 4      | 4     |
| 8     | Sénégal             | 0  | 0      | 3      | 3     |
| 9     | Bénin               | 0  | 0      | 1      | 1     |
| 9     | Burkina Faso        | 0  | 0      | 1      | 1     |
| 9     | Gabon               | 0  | 0      | 1      | 1     |
| 9     | Nigeria             | 0  | 0      | 1      | 1     |
| Total | Total               | 16 | 16     | 32     | 64    |